# Khanat de Yarkand
Pour les articles homonymes, voir Yarkand (homonymie).
1514–1705
Entités précédentes :
- Mogholistan

Entités suivantes :
- Khanat dzoungar

Le khanat de Yarkand (chinois simplifié : 叶尔羌汗国 ; chinois traditionnel : 葉爾羌汗國 ; pinyin : yèěrqiāng hànguó, 1514 — 1705) était un khanat de la famille gengiskhanide (Mongols descendant de Gengis Khan) des Djaghataïdes, dont la capitale est Yarkand. Ils furent vaincus 200 ans après la création du khanat par les conquêtes des Dzoungars, dirigés par Tsewang Rabtan en 1713, après la conquête de l'Altishahr par les Dzoungars (1678 — 1680). Ce dernier perdure jusqu'à la conquête par la dynastie Qing à la fin de la guerre Dzoungar-Qing (1687–1757), et aux alentours de 1760, la région obtient le nom de « nouvelle frontière » (Xinjiang en chinois, Ice Jecen en mandchou) et l'empereur décide de placer la culture ouïgoure sous sa protection personnelle.